# Таджикабадский район
Таджикабадский район (тадж. Ноҳияи Тоҷикобод) — район республиканского подчинения в Таджикистане. Районный центр — посёлок Таджикабад.

## География
Таджикабадский район расположен в Раштской долине. На северо-востоке граничит с районом Лахш, на северо-западе — с Раштским районом, на юге и западе — с Сангворским районом.

## История
Район образован Указом Президиума Верховного Совета Таджикской ССР от 12 августа 1949 года в результате слияния Калаи-Лябиобского и Хаитского районов Гармской области с одновременным переименованием кишлака Калаи-Лябиоб в Таджикабад.
Около 1963 года был упразднён. Вновь образован (с административным центром в кишлаке Таджикабад) 26 февраля 1991 года за счёт разукрупнения Гармского района.

## Население
Население по оценке на 1 января 2022 года составляет 50 900 человек (94,7% — сельское).
| Численность населения | Численность населения | Численность населения | Численность населения | Численность населения | Численность населения | Численность населения | Численность населения |
| 1939                  | 2003                  | 2004                  | 2005                  | 2006                  | 2007                  | 2008                  | 2009                  |
| --------------------- | --------------------- | --------------------- | --------------------- | --------------------- | --------------------- | --------------------- | --------------------- |
| 19 533                | ↗33 400               | ↗33 900               | ↗34 400               | ↗35 300               | ↗36 200               | ↗37 200               | ↗38 000               |
| 2019                  | 2020                  | 2021                  | 2022                  |                       |                       |                       |                       |
| ↗45 000               | ↗46 000               | ↗50 000               | ↗50900                |                       |                       |                       |                       |

## Административное деление
В состав Таджикабадского района входят 5 сельских общин (тадж. ҷамоат) и 1 посёлок городского типа:
| Административное деление Таджикабадского района |                 |
| Сельская община                                 | Население, 2015 |
| Таджикабад, посёлок                             | 1700            |
| Калаи-Лабиоб                                    | 11102           |
| Лангаришо                                       | 10410           |
| Нушор                                           | 11608           |
| Ширинчашма                                      | 4413            |
| Зарафшон                                        | 5162            |

Главой Таджикабадского района является Председатель Хукумата, который назначается Президентом Республики Таджикистан. Главой правительства Таджикабадского района является Председатель Хукумата. Законодательныйльный орган Таджикабадского района — Маджлис народных депутатов, который избирается всенародно на 5 лет.